# Hakan Oruçkaptan
 (janvier 2018).
Hakan Oruçkaptan (né le 16 février 1959 à Kocaeli et décédé le 2 avril 2017 à Ankara) est un neurochirurgien turc.

## Vie
Diplômé de la Faculté de médecine de l'Université Hacettepe à Ankara, en Turquie, il y a fait sa résidence en neurochirurgie en 1995. Par la suite, entre 1997 et 2002, il a effectué son doctorat dans le domaine de la micro-neurochirurgie au sein de l'Institut des neurosciences et de psychiatrie rattaché à l'Université Hacettepe. C'est pendant cette période-là qu'il a gravi les échelons et a été promu professeur.
Hakan Oruçkapan a longtemps lutté contre la maladie de leucémie dont il était atteint, et il a réussi à en guérir. En 2001, il s'est vu offrir un poste aux États-Unis, qu'il a refusé en affirmant qu'il avait « pour but de servir la Turquie ».
En 2009, il a traité un patient turc atteint du syndrome de Gilles de La Tourette en Suède, et a réussi à le guérir. Au vu du succès de ce traitement, un documentaire consacré à sa vie a été tourné en Suède,.
Tout au long de sa carrière, il a réalisé plus de 300 chirurgies. Ces dernières ont été surnommées « des batailles » au vu de leurs difficultés. Il compte parmi les plus célèbres médecins turcs.
Après avoir quitté son poste à l'Université Hacettepe, il a travaillé au sein d'un hôpital privé à Istanbul.
En 2017, il est décédé à l'âge de 58 ans, à l'Hôpital Memorial à Ankara où il était traité pour soigner un cancer du poumon. Il a été enterré à Ankara, dans le cimetière de Gölbaşı.